# RAJA Group
RAJA Group er en fransk emballagevirksomhed med hovedkontor i Paris, der blev grundlagt i 1954 som Cartons RAJA af Rachel Marcovici og Janine Rocher. Virksomheden har siden udviklet sig til en international virksomhed, som i dag er kendt som RAJA Group. Selskabet havde en omsætning på 3,5 mia. DKK i 2015.
Den danske delaf virksomheden, RAJAPACK ApS, blev etableret i 2011, og har sit hovedkvarter i Søborg.

## Historie
I 1954 blev Cartons RAJA grundlagt af Rachel Marcovici og Janine Rocher. RAJA er en sammentrækning af de to første bogstaver i grundlæg-gernes fornavne. Rachel og Janine ejede en butik i Paris, hvor de specialiserede sig inden for genbrugspapkasser, som var billigere at købe.
I 1982 blev Rachels datter Daniele Kapel-Marcovici Managing Director.
I 1990 skiftede Cartons RAJA navn til RAJA. I 1992 rundede virksomhedens omsætning til 316 mio. francs og havde 190 medarbejdere.
I perioden 1994-2000 etablerede RAJA datterselskaber i Holland og Tyskland og opkøbte BINPAC i Belgien og AID-PACK i Storbritannien.
I 2001 lancerede RAJA sin første onlinebutik.
I perioden 2003-12 fortsatte den europæiske ekspansion igennem oprettelsen af øvrige datterselskaber i Spanien, Østrig, Italien, Tjekkiet, Schweiz, Danmark og Sverige.
I 2015 opkøbte RAJA det britiske Morplan, som er en stor aktør i fjernsalg af forsyninger og udstyr i detailhandlen i Storbritannien.

## RAJA Daniéle Marcovici Fonden
I 2006 blev RAJA Daniéle Marcovici Fonden grundlagt under ledelse af Foundation de France, der støtter velgørenhedsprojekter for kvinder, herunder bekæmpelse af vold, uretfærdighed og fattigdom i hele verden.